# Aire spéciale No 3
L'Aire spéciale No 3 est une aire spéciale située dans la région sud de l'Alberta. Il s'agit d'une municipalité rurale semblable à un district municipal, toutefois, le conseil élu est supervisé par trois représentants nommés par la province, le « Special Areas Board ».

## Démographie
Lors du recensement de 2011, l'aire spéciale n°2 avait une population de 1 122 habitants vivant dans 413 logements sur un total de 455, soit une baisse de 11,4 % par rapport à 2006 où la population était de 1 266 habitants. Avec une superficie de 6 623,96 km2, la densité de population est de 0,17 habitant au kilomètre carré en 2011.
En 2006, l'aire spéciale n°3 avait une population de 1 266 habitants vivant dans 481 logements, soit une baisse de 13,8 % par rapport à 2001. Avec une superficie de 6 623,96 km2, la densité de population était de 0,2 habitant au kilomètre carré.
Statistique Canada rapportait une population de 1 469 habitants en 2001.

## Communautés et localités
Bourgs
- Oyen

Villages
- Cereal
- Youngstown

Hameaux
- Chinook
- New Brigden
- Sedalia
- Sibbald

Localités
- Anatole
- Benton
- Benton Station
- Big Stone
- Cabin Lake
- Calthorpe
- Cappon
- Dobson
- Esther
- Excel
- Gold Spur
- Helmsdale
- Lanfine
- Naco
- Sunnydale
- Wastina